# Kerulen
De Kerulen of Kherlen (Mongools: Хэрлэн гол; vereenvoudigd Chinees: 克鲁伦河; pinyin:  Kèlǔlún hé) is een rivier die ontspringt in Mongolië en uitmondt in het meer Hulun Nuur in de autonome regio Binnen-Mongolië van China.
De bron van de Kherlen ligt op de flanken van de Burhan Haldun, een heilige berg (gekend van Dzjengis Khan) in het Hentigebergte. De rivier stroomt door de Ajmags Henti en Dornod in het noordoosten van Mongolië, en stroomt onder meer door Tsjojbalsan. De stroom heeft een lengte van 1.254 km, waarvan de laatste 164 km door China.
De Kerulen mondt uit in Hulun Nuur. Dit meer is normaal een endoreïsch bekken, maar in jaren met hoge regenval ontstaat er een uitstroom aan de noordelijke oever en stroomt het water 30 km verder in het bekken van de Argoen, onderdeel van het stroomgebied van de Amoer. De gecombineerde lengte van Kerulen, Argoen en Amoer bedraagt iets meer dan 5.000 km.